# Johansfors
Johansfors – miejscowość (tätort) w Szwecji, w regionie administracyjnym (län) Kalmar, w gminie Emmaboda.
Według danych Szwedzkiego Urzędu Statystycznego liczba ludności wyniosła: 412 (31 grudnia 2015), 428 (31 grudnia 2018) i 431 (31 grudnia 2019).